# 62-я отдельная механизированная бригада
62-я отдельная механизированная бригада (укр. 62-га окрема механізована бригада, сокр. 62 ОМБр, в/ч А0600) — механизированная бригада в составе Вооружённых сил Украины.

## История

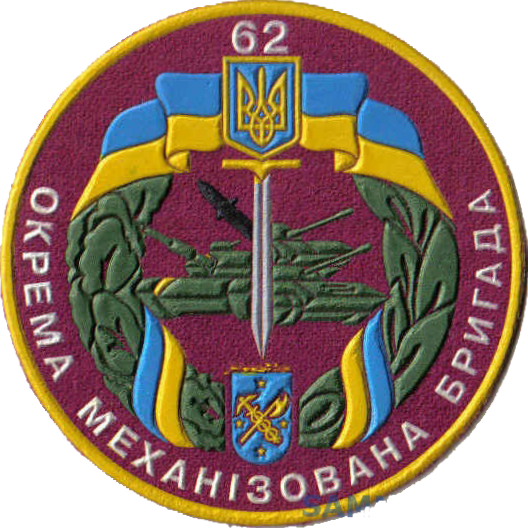
Нарукавный знак бригады 2004 года

1 декабря 2000 года на базе 119-го гвардейского учебного центра была сформирована 62-я отдельная механизированная бригада Вооруженных сил Украины.
Бригада существовала до 2004 года, после чего попала под реформы руководящего состава ВСУ и была расформирована. В этой связи большинство военнослужащих бригады были вынуждены искать другое место для несения военной службы, определённое количество военнослужащих в то время уволилось из рядов Вооружённых сил Украины. Бригадная артиллерийская группа 62-й отдельной механизированной бригады стала основой для формировавшего 1-го гаубичного самоходно-артиллерийского и противотанкового артиллерийского дивизиона 26-й отдельной артиллерийской бригады.
В 2015 году бригада вновь была возрождена.
11 февраля 2016 года бригада участвовала в бригадных тактических учениях с боевой стрельбой на 225 общевойсковом полигоне «Широкий лан» в составе до пяти тысяч военнослужащих и до полутора тысяч единиц вооружения и военной техники.
Подразделения бригады вскоре были передислоцированы в зону боевых действий на территории Донбасса.

## Структура
- управление бригады
- 1-й механизированный батальон (на БТР)
- 2-й механизированный батальон (на БМП)
- 3-й механизированный батальон (на БРДМ-2)
- 3-й танковый батальон (на Т-64)
- бригадная артиллерийская группа
  - батарея управления и артиллерийской разведки
  - самоходный артиллерийский дивизион (2С1 «Гвоздика»)
  - самоходный артиллерийский дивизион (2С3 «Акация»)
  - реактивный артиллерийский дивизион (9К51 «Град»)
  - противотанковый артиллерийский дивизион (МТ-12 «Рапира»)
- зенитный ракетно-артиллерийский дивизион
- рота снайперов
- разведывательная рота
- узел связи
- рота радиоэлектронной борьбы
- радиолокационная рота
- группа инженерного обеспечения
- рота РХБЗ
- батальон материально-технического обеспечения
- ремонтно-восстановительный батальон
- медицинская рота
- комендантский взвод

## Командование

### Командиры
- подполковник Мороз, Александр Сергеевич[укр.] (с декабря 2015)[5]

### Заместители командира
- Ромыгайло, Пётр Дмитриевич[6]
- подполковник Мусиенко, Сергей Викторович — заместитель командира бригады по работе с личным составом